# Peyssonnelia
Peyssonnelia ist eine Gattung thallöser Rotalgen aus der Familie Peyssonneliaceae. Die Gattung wurde im Jahr 1841 von Joseph Decaisne aufgestellt. Er benannte sie nach dem französischen Naturforscher Jean-André Peyssonnel. Die Gattung umfasst etwa 90 Arten.

## Merkmale
Die Algen haben meist einen dunkelroten oder violetten bis rosafarbenen Thallus, der gleichmäßig gefärbt oder unterschiedlich gemustert sein kann. Oft treten konzentrisch verlaufende Linien oder radiäre Streifen in der Musterung auf. Die Algen halten sich mit Hilfe einzelliger oder mehrzelliger Rhizoide am Hartsubstrat fest. Der Thallus ist auf der Unterseite oftmals mehr oder weniger kalzifiziert. Manche Arten besitzen Cystolithen. Die Reproduktionsorgane werden in Nemathecien gebildet, die in der Regel von Paraphysen flankiert werden. Die gebildeten Tetrasporen sind regelmäßig oder unregelmäßig kreuzförmig geteilt.